# Фаттахов, Ленар Равилевич
Ленар Равилевич Фаттахов (род. 12 мая 2003) — российский футболист, полузащитник казанского «Рубина».
С 2016 года — игрок первенства Татарстана среди юношей. В сентябре 2019 года провёл три матча за «Рубин-2» в чемпионате Татарстана. С сезона 2020/21 — игрок молодёжного первенства России. В том же сезоне сыграл четыре матча, забил два гола в ЮФЛ-1. 20 марта 2022 года дебютировал в РПЛ — в гостевом матче с ЦСКА (1:6) вышел на замену на 70-й минуте и получил жёлтую карточку.
В августе 2023 года перешёл в «Кубань» на правах аренды до конца сезона.